# هارپ لاگر
هارپ لاگر (انگلیسی: Harp Lager) نوعی آبجوی لاگر است که در دمای پایین‌تر حس شادابی بیشتری را به مصرف کننده آن منتقل می‌کند. این نوع از آبجو در سال ۱۹۶۰ میلادی توسط شرکت نوشیدنی‌های الکلی ، گینس ، در شهر داندوک جمهوری ایرلند تولید شد. این برند از آبجو علاوه بر بریتانیا و ایرلند در کشورهای همچون؛ ایالات متحده ، کانادا و کشورهای آفریقایی محبوبیت ویژه‌ای دارد.
این برند آبجو در کشورهای پادشاهی بریتانیا تحت حمایت کارخانه آبجو سازی هایدز بریتانیا توزیع می‌شود. قوطی‌ها و شیشه‌های این نوع برند آبجو در شرکت آی‌بی‌سی در بلفاست تولید می‌شوند.